# 西洛可风
西洛可风，又以風吹來的方向而稱為東南風，为地中海地区的一种风，源自撒哈拉，在北非、南欧地区变为飓风。西洛克风会导致干燥炎热的天气。许多人会因此而患上疾病。

## 名称

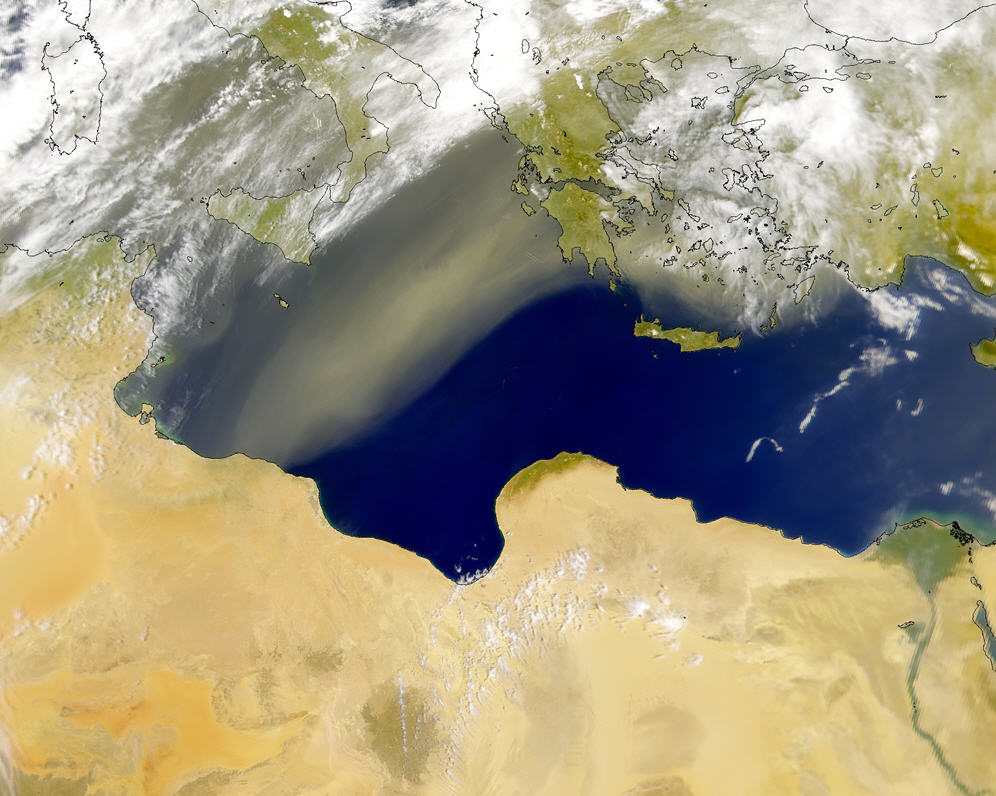
西洛可风导致的沙尘

“西洛可”一词来源于希腊语"" (sirokos),其语源可能来自阿拉伯语‎(sharqī)，意为'东方的'，即指“东风”。